# 呼斯台郭勒
呼斯台郭勒位于中华人民共和国新疆维吾尔自治区和静县、玛纳斯县和沙湾市交界地区的一条河流，是玛纳斯河左岸最大的支流，发源于和静县西北部依连哈比尔尕山北坡，先自西北向东南流，于莫略尔萨拉转东北流，最后作为沙湾市与玛纳斯县之间的界河汇入玛纳斯河。河长89千米，流域面积1629平方千米，年均径流量约6.8亿立方米。流域地处2000米以上的高山区，气候寒冷，分布有大面积冰川积雪。